# 東武博物館

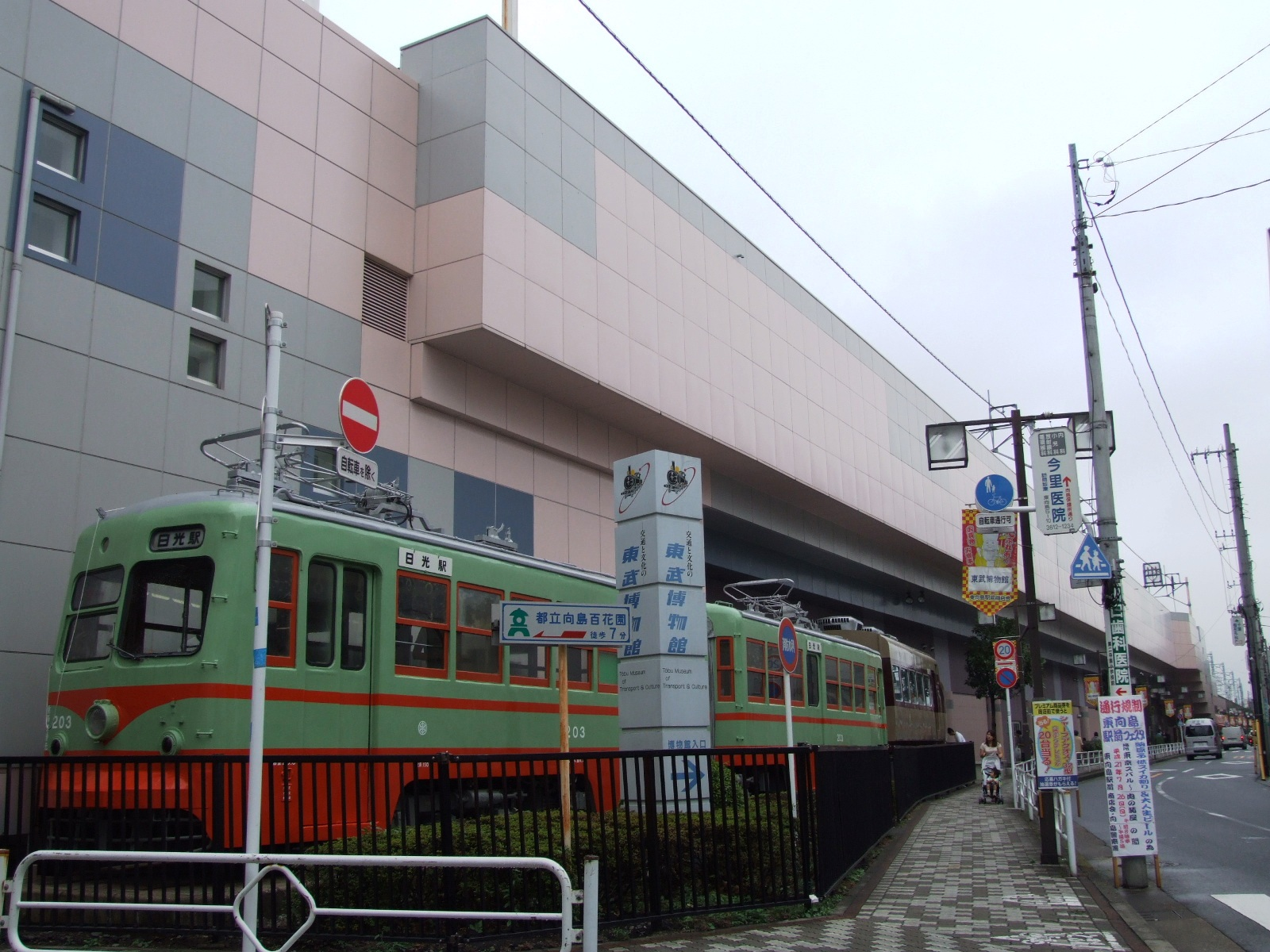
東武博物館

東武博物館（日语：とうぶはくぶつかん）是位於日本東京都墨田區東向島4-28-16東武伊勢崎線東向島站高架下的一座博物館，收集展示有關東武鐵道的資料和列車。這座博物館開業於1989年5月20日。

## 外部連結
- 東武博物館 （页面存档备份，存于） - 東武鉄道（公式サイト）
- 東武博物館【公式】的X（前Twitter）